# Rupt-sur-Moselle
 Rupt-sur-Moselle  es una población y comuna francesa, en la región de Lorena, departamento de Vosgos, en el distrito de Épinal y cantón de Le Thillot.

## Demografía
| 4115 | 3970 | 3863 | 3570 | 3470 | 3637 |
| Para los censos de 1962 a 1999 la población legal corresponde a la población sin duplicidades (Fuente: INSEE [Consultar]) |      |      |      |      |      |